# Interlingue
Interlingue, oorspronkelijk Occidental, is een kunsttaal die werd gecreëerd in het jaar 1922 in Reval (het huidige Tallinn, de hoofdstad van Estland) door de marine-officier en leraar Edgar de Wahl (1867-1948). Het neemt een bemiddelend standpunt in tussen de meer naturalistische (Interlingua) en de meer schematische kunsttalen (Esperanto).
Na een aanvankelijke bloeitijd in de jaren 20 en 30 werd de taal geleidelijk verdrongen door het in 1951 door Alexander Gode vervaardigde Interlingua. Tot dat moment was het een groot concurrent van zowel Esperanto en Ido, die beide ook een grote invloed op Occidental hadden. In 1948/9 kreeg het Occidental een andere naam Interlingue, maar tegenwoordig wordt in toenemende mate de oude naam gebruikt. In 1999 gebruikten nog slechts 25 mensen de taal.

## Geschiedenis

### Beginjaren
Edgar de Wahl introduceerde officieel de kunsttaal Occidental in 1922 via het eerste nummer van het tijdschrift Kosmoglott, uitgegeven in Tallinn, Estland. De taal was het resultaat van jaren experimenteren met een prototype genaamd Auli, ontwikkeld tussen 1906 en 1921. De Wahl, een voormalige aanhanger van Volapük en Esperanto, begon aan Occidental te werken na de mislukte hervorming van Esperanto in 1894.
Hij correspondeerde met andere taalontwerpers zoals Giuseppe Peano en Waldemar Rosenberger, wat invloed had op zijn ontwerp. Hoewel Occidental bij de aankondiging vrijwel voltooid was, werd de uitgave versneld door de interesse van de Volkenbond in internationale talen.
Ondanks het aanvankelijke gebrek aan leermaterialen, won Occidental aan populariteit vanwege de leesbaarheid, en in 1924 stond De Wahl in contact met zo'n 30 gebruikers. Het eerste woordenboek, Radicarium Directiv, werd in 1925 gepubliceerd. In 1927 werd het tijdschrift hernoemd tot Cosmoglotta en verhuisde het naar Wenen, waar het een toegewijd platform werd ter promotie van Occidental. De taal verspreidde zich in de vroege jaren 1930 door heel Europa, vooral in Frankrijk, Duitsland, Oostenrijk, Zweden, Tsjecho-Slowakije en Zwitserland.

### Weense periode en Tweede Wereldoorlog
Tijdens de Weense periode kende de Occidental-beweging financiële stabiliteit dankzij grote steun van Hanns Hörbiger en G.A. Moore. Na hun overlijden in 1931 moest Cosmoglotta echter op abonnementen vertrouwen voor financiering. In het begin van de jaren 1930 werd de beweging actiever, met het versturen van goed begrijpelijke brieven in Occidental naar diverse instellingen, en het maken van grammofoonopnames.
Tussen 1935 en 1939 verscheen een tweede editie, Cosmoglotta B, die zich richtte op interne zaken. Tegen 1936 waren er ongeveer 80 publicaties gerelateerd aan Occidental. Kort voor de oorlog werden geplande talen echter verboden in meerdere landen (Duitsland, Oostenrijk, Tsjechoslowakije), en werden de activiteiten rond Occidental onderdrukt: materialen vernietigd en leden vervolgd. Dit was vooral schadelijk omdat Duitsland het grootste aantal Occidentalisten had.
Edgar de Wahl, geïsoleerd in Estland door oorlog en Sovjet-censuur, verloor tussen 1939 en 1947 het contact met de Occidental-Unie. Onwetend van de onderbreking, raakte hij van streek door het gebrek aan reacties en bracht zijn laatste jaren door in een psychiatrisch ziekenhuis na de vernietiging van zijn huis en bibliotheek.
Tijdens de oorlog stopte Cosmoglotta tijdelijk met uitgeven, maar hervatte Cosmoglotta B in 1941 en ging maandelijks door tot 1951. Alleen Zwitserland en Zweden bleven actieve centra. Interessant genoeg werden telegrammen in Occidental soms toegestaan, waarschijnlijk omdat censuurbeamten de taal verwarden met iets officieel zoals Spaans of Reto-Romaans.
Ondanks de oorlogsschade – bombardementen, vernietigde materialen en leden in concentratiekampen – hervatte de beweging zich na de oorlog. De communicatie werd hersteld, en Cosmoglotta A begon opnieuw in 1946, met abonnees in 58 Zwitserse steden nog voor het einde van de oorlog.

### Taalstandaardisatie
Tijdens de oorlog richtten veel Occidentalisten zich op het standaardiseren van de taal. Hoewel Edgar de Wahl vaste kernprincipes had opgesteld, geloofde hij dat Occidental natuurlijk moest evolueren, waarbij variatie op gebruik was gebaseerd. Bijvoorbeeld: zowel scrir als scripter (schrijven) waren acceptabel en vormden herkenbare afleidingen, waarbij De Wahl de voorkeur gaf aan scrir, maar beide toestond.
Ook de spelling werd bediscussieerd, met keus tussen etymologische, historische en vereenvoudigde schrijfwijzen. Tegen 1939 werd de vereenvoudigde spelling (zoals atractiv, opression) de standaard. Door aanhoudende inconsistenties en een gebrek aan publieke leermiddelen werd veel moeite in de oorlog gestoken in het maken van cursussen en het formaliseren van gebruik.
In augustus 1943 werd een voorlopige taalacademie opgericht om dit proces te begeleiden. Zwitserse Occidentalisten, afgesneden van de rest van Europa, richtten zich op het voorbereiden van leermaterialen voor na de oorlog.

### IALA, Interlingua en naamsverandering naar Interlingue
De International Auxiliary Language Association (IALA), opgericht in 1924 om de beste geplande taal te identificeren, werd aanvankelijk met argwaan bekeken door Occidentalisten vanwege de banden met Esperanto. De relaties verbeterden echter toen bleek dat de IALA streefde naar neutraliteit en interesse toonde in Occidental. In 1945 kondigde de IALA aan een eigen taal te willen ontwikkelen, wat Occidentalisten bemoedigde omdat alle voorstellen natuurlijk waren en op Occidental leken qua stijl en filosofie.
Hoewel IALA’s uiteindelijke taal Interlingua ongeveer 90% van de woordenschat deelde met Occidental, verschilden ze structureel sterk. Occidental gebruikte De Wahls Regel om Latijnse dubbelstam-werkwoorden te vereenvoudigen, terwijl Interlingua die behoudt en vertrouwt op een “regel van drie” uit Romaanse talen en Engels, waardoor veel door Germanismen beïnvloede Occidental-woorden uitgesloten werden. Interlingua stond ook optionele onregelmatige werkwoorden toe, iets wat Occidental niet deed.
Na de oorlog had Occidental te kampen met inflatie, communicatieproblemen en politieke verwarring – vooral vanwege de gelijkenis met de naam van de anti-Russische Occidental League tijdens de Koude Oorlog. In 1948 vroegen Tsjechoslowaakse Occidentalisten om een naamsverandering om verdenking te vermijden. Dit leidde in 1949 tot een geslaagde stemming om de taal Interlingue te hernoemen, met "Interlingue (Occidental)" als optionele vorm.
Interlingue’s dominantie eindigde echter met de uitgave van Interlingua in 1951, dat gesteund werd door professionele taalkundigen en beschikte over een uitgebreid woordenboek van 27.000 woorden. Hoewel sommigen Interlingua zagen als een evolutie van Occidental’s visie, werd het al snel de belangrijkste rivaal, en veel voormalige Occidentalisten – waaronder Ric Berger – stapten over. Pogingen om de talen te verenigen mislukten, en Interlingua nam Interlingue’s plaats in binnen de naturalistische taalbeweging.

### Stagnatie en heropleving
Na de opkomst van Interlingua kende Interlingue (voorheen Occidental) een geleidelijke daling in activiteit over meerdere decennia. Hoewel veel gebruikers overstapten naar Interlingua, gebeurde dat niet van de ene dag op de andere. Cosmoglotta B stopte in 1950, en Cosmoglotta A verminderde de uitgiftefrequentie, om uiteindelijk in de jaren 1980 te pauzeren. Toch verschenen er nog kleinere Interlingue-bulletins in meerdere landen in de jaren 1960 en 1970.
De interesse verminderde verder doordat de oorspronkelijke gebruikersgeneratie verouderde – velen kwamen uit de hoek van Esperanto en Ido. Een dieptepunt kwam in de jaren 1980 en vroege 1990, toen Cosmoglotta tijdelijk ophield te verschijnen, en de taal zelfs “dood” werd genoemd door redacteur Adrian Pilgrim.
De komst van het internet leidde echter tot een heropleving. In 1999 werd een Yahoo!-groep opgericht, Cosmoglotta begon weer onregelmatig te verschijnen, en online discussies en materialen verschenen. In 2004 werd een Interlingue-Wikipedia opgezet, en nieuwe boeken werden gepubliceerd, zoals De Kleine Prins en Het Evangelie van Marcus. Kleinschalige bijeenkomsten van Interlingue-sprekers hervatten in de jaren 2010, en Cosmoglotta blijft publiceren – het meest recente nummer verscheen in 2024.

## Taal filosofie

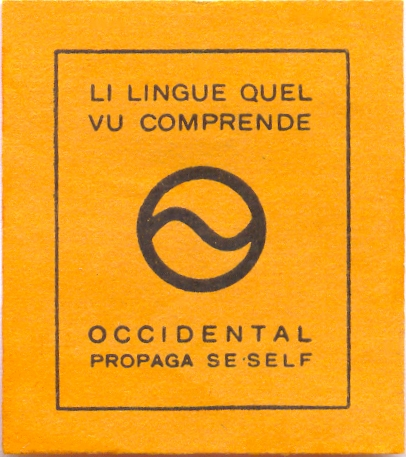
Sticker uit 1930 gemaakt om de leesbaarheid op het eerste gezicht te benadrukken: Li lingue quel vu comprende (De taal die je begrijpt) en Occidental propaga se self (Occidental promoot zichzelf)

De Wahl maakte voor het eerst kennis met geplande talen via Volapük, een internationale hulptaal die in 1879 werd uitgebracht. De Wahl werd later een van de eerste gebruikers van Esperanto (la lingvo internacia), die hij voor het eerst tegenkwam in 1888 tijdens zijn periode als Volapükist en waarvoor hij bezig was met het samenstellen van een woordenboek van mariene termen. Al snel werd hij een aantal jaren een fervent aanhanger van Esperanto, waarbij hij samenwerkte met Zamenhof op sommige delen van het ontwerp van de taal en vertaalde een van de eerste werken in het Esperanto: "Princidino Mary", oorspronkelijk gepubliceerd in 1889 onder de naam Princino Mary. Hij bleef een Esperantist tot 1894 toen de stemming om Esperanto hervormen mislukte; hij was een van de slechts twee die noch voor ongewijzigd Esperanto, noch voor de door Zamenhof voorgestelde hervorming stemden, maar voor een geheel nieuwe hervorming. Occidental zou pas 28 jaar worden aangekondigd nadat De Wahl het Esperanto had verlaten, een periode waarin hij samen met andere taalscheppers probeerde een systeem te ontwikkelen dat naturalisme en regelmaat combineerde, een combinatie die een vaak genoemd verkoopargument werd in de promotie van Occidental.
Onder degenen met wie De Wahl werkte tijdens de ontwikkeling van Occidental waren Waldemar Rosenberger (Idiom Neutral), Julius Lott (Mundolingue) en Antoni Grabowski (een tijdlang modern Latijn, voordat hij terugkeerde naar Esperanto). De methode waarnaar deze "aanhangers van het naturalisme" zochten, was het distilleren van bestaande woorden in hun delen om de internationale wortels in hen te verkrijgen (zoals naturalisatie tot nat-ur-al-is-atie), en vervolgens gebruikt met andere woorden om wortelwoorden tot een minimum beperken met behoud van een natuurlijk uiterlijk. Deze ontleding van bestaande woorden gaf aanleiding tot een groot aantal affixen. Bijvoorbeeld, alleen die gebruikt worden om zelfstandige naamwoorden te vormen die verwijzen naar een type persoon zijn als volgt: -er- (molinero – miller), -or- (redactor – editor), -ari- (millionario – miljonair), -on- (spion, spion), -ard (mentard, leugenaar), -astr- (poetastro, waardeloze dichter), -es (franceso, Fransman), -essa (reyessa, koningin). Naar de mening van De Wahl was het altijd beter om te kiezen voor een productief achtervoegsel dan om later gedwongen te worden nieuwe woorden te verzinnen bij geheel nieuwe radicalen. Daarnaast zorgde de later ontwikkelde regel van De Wahl voor regelmatige afleiding van Latijnse werkwoorden met dubbele stam.
De Delegatie voor de Aanneming van een Internationale Hulptaal, een groep academici die werd opgericht om het probleem van een internationale taal te bestuderen en die Esperanto aanbeveelde met hervormingen (die leidden tot de taal die bekend staat als Ido), vond plaats in 1907 voordat Occidental werd aangekondigd. De Wahl koos er daarom voor om een memorandum van principes te sturen waarop een internationale taal zou kunnen worden gebaseerd, een memorandum dat arriveerde nadat de commissie al was geschorst. Het werd slechts terloops opgemerkt door Louis Couturat, die al bekend was met De Wahl en zijn medewerkers. De in de nota genoemde uitgangspunten zijn opgenomen in een verzoek aan de commissie om te verklaren:
1. dat geen van de bestaande systemen voldoet;
2. dat de te construeren internationale taal gebaseerd moet zijn op internationaal materiaal;
3. dat het een nauwkeurig systeem van woordvorming moet hebben dat, volgens zijn eigen regels, woorden verkrijgt die echt internationaal zijn;
4. dat het een natuurlijke grammatica moet hebben die geen onnatuurlijke vormen voortbrengt;
5. dat het een internationale spelling moet hebben.

De Wahl publiceerde in 1922 een wijziging van Otto Jespersen's principe dat "die internationale taal de beste is die op elk punt de grootste faciliteit biedt aan het grootste aantal", waarin staat dat de internationale taal het gemakkelijkst zou moeten zijn voor de meerderheid van de degenen die het nodig hebben (letterlijk wie moet het toepassen), of met andere woorden degenen die het nodig hebben in internationale betrekkingen. De Wahl vond dat er niet altijd rekening gehouden hoefde te worden met het aantal sprekers, zeker niet in gespecialiseerde gebieden zoals de botanie waar bijvoorbeeld de term Oenethera biennis (een soort plant) onveranderd moet worden ingevoerd in een internationale taal, zelfs als de hele wereldbevolking van botanici, degenen die het woord het vaakst kennen en waarschijnlijk gebruiken, niet meer dan 10.000 bedroeg.
Dit hield ook in dat woorden die tot bepaalde culturen behoren, zonder aanpassingen moesten worden geïmporteerd, wat volgens De Wahl nieuwe ideeën van waarde bracht voor de Europese cultuur die na Wereldoorlog I "ziek" was geworden. Hij noemde de termen karma, ko-tau (kowtow), geisha en mahdí in 1924 als voorbeelden van die termen die niet in een 'vocaal korset' zouden moeten worden gestopt. via verplichte uitgangen (bijv. karmo, koŭtoŭo, gejŝo, madho in het Esperanto) bij invoer in de internationale taal:
Dergelijke woorden, nog steeds niet groot in aantal, hebben een grote toename gezien in de afgelopen eeuw, en zullen in de toekomst in exorbitante proporties toenemen wanneer, door internationale communicatie, de ideeën van stabiele oosterse culturen de zieken zullen overspoelen en beïnvloeden Europa, dat nu zijn evenwicht verliest. En hoe meer verminkt de woorden zijn, hoe meer verminkt de ideeën die ze vertegenwoordigen.
In een artikel over de toekomstige taalontwikkeling schreef de Wahl in 1927 dat het Westen vanwege de Europese dominantie in de wetenschappen en andere gebieden een voor Europeanen herkenbare vorm en afleiding nodig had, maar dat het ook moest worden uitgerust met een grammaticale structuur die in staat was over meer analytische, niet-afgeleide vormen in de toekomst (zoals de equivalenten van "bake man" voor "bakker" of "wijze manier" voor "wijsheid") als wereldwijde taalkundige trends een voorkeur voor hen begonnen te vertonen.
De Wahl was van mening dat er een goed evenwicht moest worden bewaard tussen schematische regelmaat en naturalisme in een internationale taal, waar te veel van het eerste handig kan zijn voor de vroege leerling, maar weerzinwekkend voor een spreker, en vice versa:
Uitzonderingen worden niet gemaakt om het studeren voor buitenlanders moeilijker te maken, maar om het spreken korter en vloeiender te maken [...] Het is duidelijk dat in deze taal als de meest onpersoonlijke, abstracte en zakelijke taal van allemaal, regelmaat zal groter en uitgebreider zijn dan in alle andere nationale en stamtalen en -idiomen. Maar het zal nooit tot een totaal schematisme kunnen komen [...] Ook hier zal de echte oplossing een harmonisatie van de twee tegengestelde principes zijn. Het vereist de gevoelige penetratie van de echte noodzaak in het instinct van de internationale superbevolking."
Hoewel hij voornamelijk Romaans was in woordenschat, koos De Wahl voor een groot Germaans substraat dat volgens hem expressiever was voor technische en materiële woordenschat (self, ost (oost), svimmar (zwemmen), mos, enz.), met Romaanse en Griekse woordenschat die meer geschikt zijn voor de afleiding van internationale woorden (fémina voor vrouw om feminin te vormen, can voor de hond om canin (honds), enz. te vormen, evenals mentale, lichamelijke en natuurlijke opvattingen. Kleine Romaanse talen zoals Ladin, Provençaals (Occitaans) en Catalaans samen met creolen waren belangrijk bij de ontwikkeling van Occidental voor de Wahl, die al in 1912 schreef dat zijn taal in ontwikkeling meer op het Provençaals leek dan op het Italiaans of Spaans. Het Zwitserse tijdschrift Der Landbote maakte een soortgelijke opmerking bij het beoordelen van de taal 1945, met humoristisch commentaar dat "het doorlezen van de weinige voorbeelden van Occidental ons de indruk geeft van een halfgeleerde Catalaan door een buitenlander die dat niet doet" t veel begrijpen de grammatica."
De Wahl benadrukte dat het natuurlijke uiterlijk van Occidental geen grootschalige import van nationale uitdrukkingen en gebruik impliceerde, en waarschuwde dat dit tot chaos zou leiden. Een van zijn artikelen over dit onderwerp was gericht aan Engelse en Franse gebruikers die volgens hem Occidental ten onrechte als een combinatie van de twee zagen: "(Occidental's chaotic verschijning) is niet de schuld van Occidental zelf, maar eerder die van zijn gebruikers en vooral de Frans en Engels, of degenen die denken dat de internationale taal een mengeling van die twee talen zou moeten zijn [...], dat is een fundamentele fout, vooral als deze vormen uitzonderingen en onregelmatigheden in het systeem van Occidental vormen." Alphonse Matejka schreef in Cosmoglotta dat de Wahl "altijd een minimum aan autonomie voor zijn taal claimde en bitter vocht tegen alle stellingen die bedoeld waren om het naturalisme van de taal te vergroten alleen door blindelings de Romaanse talen te imiteren, of zoals de Wahl zei grof in een van zijn brieven aan mij, 'door Frans of Engels na te bootsen'".
Het feit dat Occidental aan de kant van de regelmaat dwaalde, leidde tot een vocabulaire dat nog steeds herkenbaar was maar afweek van de internationale norm, zoals ínpossibil in plaats van impossibil (ín + poss + ibil), wetenschappelijk (wetenschappelijk, van scient-ie + -ic), en beschrijving (beschrijving, van descri-r + -tion). Dit is een van de grootste verschillen tussen Interlingua en Interlingua, dat een vocabulaire heeft dat is overgenomen van zogenaamde 'prototypes' (de meest recente gemeenschappelijke voorouder van de brontalen), terwijl Interlingue/Occidental zich richtte op actieve, spontane afleiding. Woordenschat werd technisch toelaatbaar geacht, zelfs als het niet overeenkwam met vormen in andere levende talen, waarbij deze afgeleide woorden werden beschreven als "vormen die levende talen met hun eigen middelen zouden hebben kunnen produceren".

## Voorbeeld
Li material civilisation, li scientie, e mem li arte unifica se plu e plu. Li cultivat europano senti se quasi in hem in omni landes queles have europan civilisation, it es, plu e plu, in li tot munde. Hodie presc omni states guerrea per li sam armes. Sin cessa li medies de intercommunication ameliora se, e in consecuentie de to li terra sembla diminuer se. Un Parisano es nu plu proxim a un angleso o a un germano quam il esset ante cent annus a un paisano frances.
Li Patre nor in Interlingue (ex Occidental) :
Patre nor, qui es in li cieles.

Mey tui nómine esser sanctificat,

mey tui regnia venir.

Mey tui vole esser fat

qualmen in li cieles talmen anc sur li terre.

Da nos hodie nor pan omnidial,

e pardona nor débites,

qualmen anc noi pardona nor debitores.

E ne inducte nos in tentation,

ma libera nos de lu mal.

Amen